# شركة تابعة
الشركة التابعة أو الشركة الفرعية (بالإنجليزية: subsidiary)‏ شركة مملوكة أو خاضعة لسيطرة شركة أخرى، تسمى الشركة المالكة أو الشركة الأم أو الشركة القابضة. يمكن أن تكون الشركة التابعة شركة أو مؤسسة تجارية أو شركة ذات مسؤولية محدودة. في بعض الحالات تكون مؤسسة حكومية
في صناعة السكك الحديدية في الولايات المتحدة، الشركة التابعة قيد العمل شركة تابعة ولكنها تعمل بهويتها وقاطراتها وعرباتها الخاصة. وعلى النقيض من ذلك، توجد الشركة التابعة غير العاملة على الورق فقط (أي الأسهم والسندات وعقود التأسيس) وتستخدم هوية الشركة الأم.

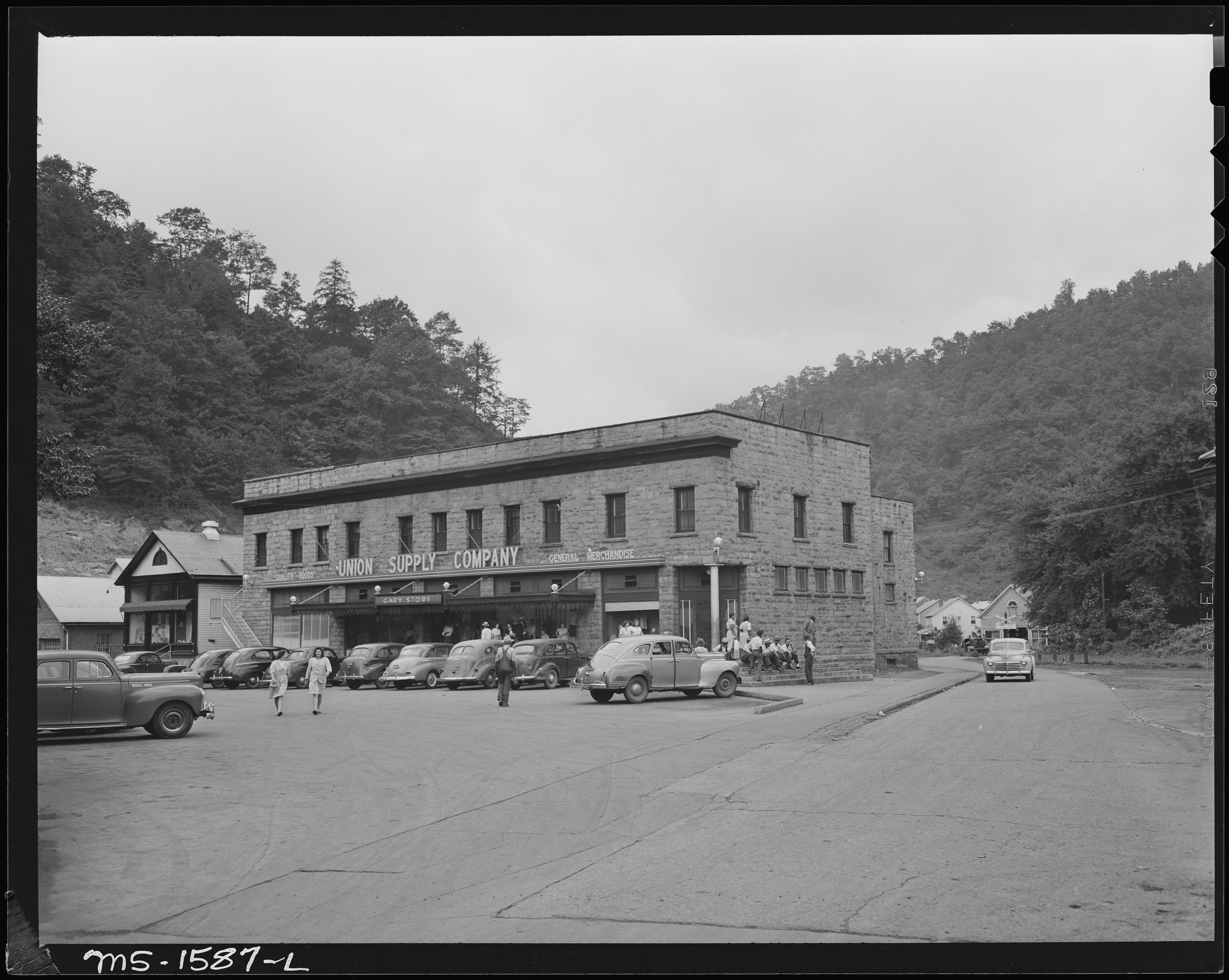
متجر شركة تابعة(1946)

الشركات التابعة سمة مشتركة في حياة الأعمال وتنظم معظم الشركات متعددة الجنسيات عملياتها بهذه الطريقة. تشمل الأمثلة شركات قابضة مثل بيركشير هاثاواي ومجموعة جيفريز المالية ووارنر ميديا وسيتي غروب؛ بالإضافة إلى الشركات الأكثر تمركزًا مثل آي بي إم أو زيروكس. تنظّم هذه الشركات، وغيرها، أعمالها في شركات تابعة وطنية ووظيفية، وغالبًا مع مستويات متعددة من الشركات التابعة.

## تفاصيل
الشركات التابعة كيانات قانونية منفصلة ومتميزة لأغراض الضرائب والتنظيم والمسؤولية. لهذا السبب، فإنها تختلف عن الأقسام، والتي تعتبر شركات متكاملة تمامًا داخل الشركة الرئيسية، وليست متميزة من الناحية القانونية أو أي شكل آخر. وبعبارة أخرى، يمكن للشركة الفرعية أن تقاضي وتُقاضى بشكل منفصل عن الشركة الأم ولا تتبع عادةً التزامات الشركة الأم. ومع ذلك، يمكن أن يتمكن الدائنون في شركة تابعة مفلسة من الحصول على حكم ضد الشركة الأم إذا استطاعوا اختراق حجاب الشركة وإثبات أن الشركة الأم والشركة الفرعية مجرد تغيير لكيان للأخرى، وبالتالي فإن أي حقوق نشر وعلامات تجارية وبراءات اختراع تبقى مع الشركة التابعة حتى تغلِق الشركة الأم الشركة التابعة.
تُحقَّق إحدى طرق السيطرة على الشركة التابعة من خلال ملكية أسهم الشركة التابعة من قبل الشركة الأم. تمنَح هذه الأسهم الشركة الأم الأصوات اللازمة لتكوين مجلس إدارة الشركة التابعة، وبالتالي ممارسة الرقابة والسيطرة عليها. يؤدي هذا إلى الافتراض الشائع أنّ 50٪ بالإضافة إلى سهم واحد يكفي لإنشاء شركة تابعة. ومع ذلك، هناك طرق أخرى يمكن أن تتحقق فيها السيطرة، ويمكن أن تكون القواعد نفسها لكل من التحكم المطلوب وكيفية تحقيقه معقدة. يمكن أن يكون للشركة التابعة نفسها شركات تابعة، وهذه بدورها يمكن أن تكون لها شركات تابعة خاصة بها. تُسمى الشركة الأم وجميع الشركات التابعة لها معًا مجموعة شركات، رغم أنّ هذا المصطلح يمكن أن ينطبق أيضًا على الشركات المتعاونة والشركات التابعة لها بدرجات متفاوتة من الملكية المشتركة.
لا يجب أن تكون الشركة الأم الكيان الأكبر أو «الأقوى»؛ من الممكن أن تكون الشركة الأم أصغر من شركة تابعة، مثل دانجاك، شركة عائلية مغلقة الرأسمال تتحكم في ايون للإنتاج، والتي تعتبر الشركة الكبيرة التي تدير امتياز جيمس بوند. على العكس من ذلك، يمكن أن تكون الشركة الأم أكبر من بعض أو كل الشركات التابعة لها (إذا كان لديها أكثر من شركة تابعة واحدة)، إذ تُحدد العلاقة من خلال التحكم في أسهم الملكية، وليس عدد الموظفين.
ليس بالضرورة أن تعمل الشركة الأم والشركة التابعة في نفس المواقع أو تدير نفس الأعمال. ليس فقط من حيث إمكانية أن تكونان منافستين في السوق، ولكن تحدث هذه الترتيبات بشكل متكرر في نهاية الاستحواذ أو الاندماج الطوعي. أيضًا، نظرًا إلى أن الشركة الأم والشركة التابعة كيانان منفصلان، فمن الممكن تمامًا أن تشارك إحداهما في الإجراءات القانونية أو الإفلاس أو الجنوح الضريبي أو لائحة الاتهام أو تخضع للتحقيق بينما الأخرى لا تكون كذلك.

## اقرأ أيضا
- شركة
- تكتل (شركة)
- شركة تضامنية
- شركة تضامنية محدودة
- مسؤولية محدودة
- شركة أم
- رسم بياني للتنظيم (شركة)
- تكتل (شركة)